# 傅庚辰
傅庚辰（1935年11月—），男，黑龙江双城人，中华人民共和国作曲家，中国音乐家协会原主席、名誉主席，中国人民解放军少将，第八、九、十届全国政协委员。作品有《红星歌》、《红星照我去战斗》、《映山红》、《地道战》等。